# جوستين هوليداي
جوستين هوليداي (بالإنجليزية: Justin Holiday)‏ مواليد 5 أبريل 1989، هو لاعب كرة سلة أمريكي يلعب مع فريق غولدن ستايت ووريورز في الرابطة الوطنية لكرة السلة ويحمل الرقم 7. يبلغ طوله 6 قدم 6 بوصة (2.0 م).

## فرق لعب لها
- فيلادلفيا سفنتي سيكسرز
- غولدن ستايت ووريورز

## روابط خارجية
- جوستين هوليداي على موقع الدوري الأوروبي لكرة السلة (الإنجليزية)
- جوستين هوليداي على موقع إن بي أي (الإنجليزية)
- جوستين هوليداي على موقع سبورتس رفرنس (الإنجليزية)
- جوستين هوليداي على موقع كرة السلة الأوروبية.كوم (الإنجليزية)
- جوستين هوليداي على موقع إي إس بي إن.كوم (الإنجليزية)
- جوستين هوليداي على موقع كلية كرة السلة في سبورتس رفرنس.كوم (الإنجليزية)
- جوستين هوليداي على موقع ريلجم (الإنجليزية)
- جوستين هوليداي على موقع بروبوليرز (الإنجليزية)
- جوستين هوليداي على موقع سبورتس رفرنس (الإنجليزية)
- جوستين هوليداي على موقع سبورتس رفرنس (الإنجليزية)